# 諏訪地域

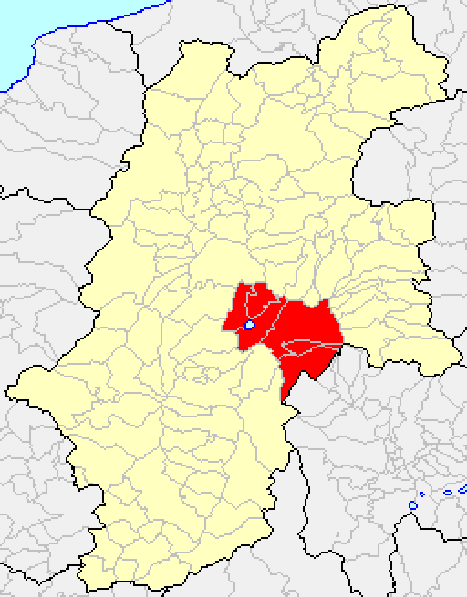
諏訪地域

諏訪地域（すわちいき）は、長野県南信地方の岡谷市、諏訪市、茅野市を中心とした地域。県を10地域に分ける時に用いられる。旧諏訪郡全体と一致している。
域内人口は194,439人（2019年時点）。原村を除く市町で減少傾向にあり、特に下諏訪町、岡谷市、諏訪市では深刻である。3つの市を中心とする複眼構造を為す。また最も人口が多い都市は茅野市である。
JR中央本線や中央自動車道が通っており、南アルプスを避けて関東地方や山梨県と東海地方を結ぶ交通の要路である。

## 概要

### 自治体
該当する自治体は、西から岡谷市、下諏訪町、諏訪市、茅野市、原村、富士見町である。諏訪湖を取り巻く西側の「湖周」3市町と、東側の「八ヶ岳山麓」3市町村に緩やかな連携が見られる。
以下は長野県の定義である。
- 岡谷市
- 諏訪市
- 茅野市
- 諏訪郡：下諏訪町、富士見町、原村

### 地理

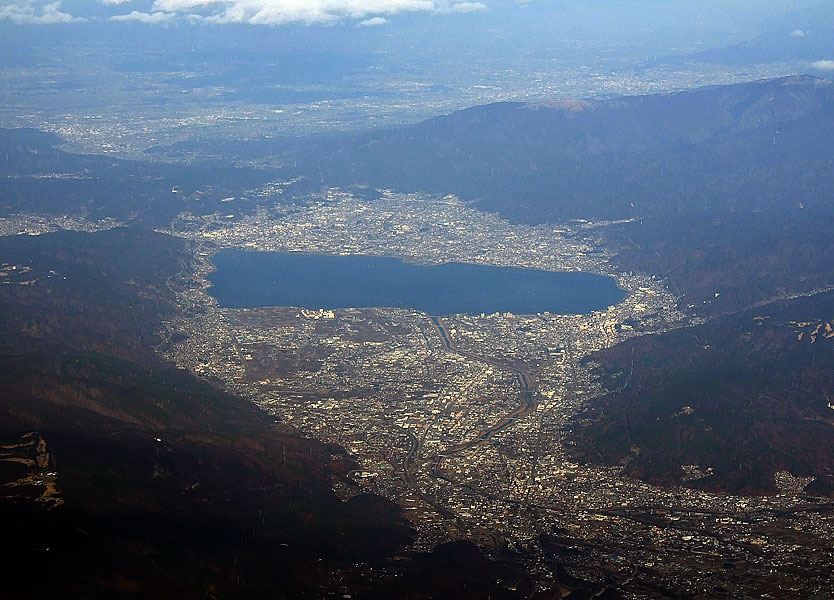
諏訪湖とその周辺（山梨県小淵沢上空より）

東京・名古屋の二大都市圏から約200kmに位置し、中央自動車道およびJR中央本線が域内の広域交通を大きく担っている。
地域の北西に諏訪湖があり、東側に八ヶ岳連峰がそびえる。諏訪湖周辺は諏訪盆地となっており、人口や産業が集積している。
- 山：茶臼山、八ヶ岳、蓼科山、霧ヶ峰、三峰山、鷲ヶ峰
- 河川：宮川、上川、中門川、角間川 、島崎川、衣之渡川、舟渡川、砥川、十四瀬川
- 湖沼：諏訪湖、白樺湖、 蓼科湖、 鏡湖、御射鹿池

### 気候
周囲を北東にかけては八ヶ岳に連なる山々、南西にかけては南アルプスに連なる山脈に囲まれ、それらの山々と諏訪湖の影響を受ける。内陸性気候の特色を示す県内にありながら、例えば、春夏秋季の降水量は県内比で多め、冬季の降水量は圧倒的に少ないというように、内陸気候の中でも特徴的な気象環境下にある。気候は、湖周部と八ヶ岳山麓部で異なっている。これは、諏訪湖周辺と八ヶ岳山麓の標高差が大きいことに起因するものである。
避暑地と呼ばれる傾向にあるが、平地に限れば夏場の日中の最高気温は30度前後に達し、それほど涼しくはない。ただし、夜から朝にかけては気温は下がり、過ごしやすい気温になる。熱帯夜になることはめったにない。
ただし、諏訪地域の気候は標高差の関係から湖周部と八ヶ岳山麓部で異なっている。
諏訪湖周辺では、フェーン現象の影響を受け、標高が760m近くありながら、夏場には高温になることがある。また、冬は比較的乾燥しており、雪が少ないのが特徴である。また、諏訪湖の影響により、周囲よりも冬季の冷え込みは幾分やわらぐが、全面氷結すると、冷え込みが強まるという特徴がある。八ヶ岳山麓にある茅野市の大部分、原村、富士見町は、標高が800m以上となるため、北海道並みに夏は涼しく、冬は寒さが厳しい。ケッペンの気候区分では亜寒帯湿潤気候に分類される。

### 経済
後述する観光以外に、精密機械を中心に工場が多く諏訪圏工業メッセという見本市を開催している。これは豊富な諏訪湖周辺の水を利用して古くから製糸業が発達したほか、第二次世界大戦期に関東から軍需工場が疎開した歴史がある。

## 歴史

### 古代
縄文、弥生時代から、霧ヶ峰を中心に人類の生活の痕跡がある。下諏訪の和田峠を始めとする黒曜石による石器、また、縄文・弥生時代のものと見られる土器の破片も採掘される。

### 中世・近世
戦国大名諏訪氏によって治められる。代表的人物に諏訪頼重がいる。諏訪地域は東南側で甲斐国（現・山梨県）に接し、他の信濃国人や甲斐武田氏との関りから戦乱が度々起きた。諏訪頼重は武田信玄に攻め込まれ、茅野市上原城、諏訪市四賀の桑原城に立てこもったものの敗れ、甲斐にて自害させられている。
その従兄弟である諏訪頼忠によって諏訪氏が再興され、息子の諏訪頼水が1600年（慶長5年）の関ヶ原の戦いにおける功よって高島藩に封じられている。江戸時代にこの地域を支配していたのは高島藩で、藩庁は高島城。以降10代にわたって、諏訪氏により治められた。甲州街道の宿場は蔦木宿、金沢宿　(甲州街道)、上諏訪宿と続き、下諏訪宿は甲州街道の終点で中山道と交わる下諏訪の手前の宿場町として栄える。

### 近現代
- 1871年（明治4年） - 廃藩置県により、高島県。後筑摩県に編入。
- 1875年（明治8年） - 高島城天守以下建造物が破脚される。大久保村、柳沢村、八ツ手新田村、払沢新田村、柏木新田村、菖蒲沢村、中新田村、室内新田村が合併し原村となる。
- 1876年（明治9年） - 長野県編入。また、高島城が高島公園として一般に開放される。
- 1893年（明治26年）6月30日 - 下諏訪村が町制施行。下諏訪町となる。
- 1905年（明治38年）11月25日 - 国鉄（官設鉄道）上諏訪駅開業。上諏訪機関区設置。
- 1936年（昭和11年）4月1日 - 諏訪郡平野村、市制を施行し名称変更。岡谷市が発足。
- 1941年（昭和16年）8月10日 - 諏訪郡上諏訪町、豊田村および四賀村が合併して諏訪市が誕生する。
- 1955年（昭和30年）4月1日 - 富士見村、本郷村、境村、落合村が合併して富士見町が発足。
- 1958年（昭和33年）8月1日 - 諏訪郡茅野町、市制を施行し茅野市が発足。
- 1964年（昭和39年）3月 - 松本・諏訪地区が新産業都市に指定（2001年失効）。
- 1970年（昭和45年） - 高島城の天守・櫓・門・塀を復元。
- 1981年（昭和56年） - 中央自動車道が開通

## 観光
諏訪地域は諏訪湖や八ヶ岳などを抱え、寺社や史跡も多いため、一大観光地となっている。諏訪湖は点在する多数の観光スポットを結びつける役割を持っている。諏訪地域には毎年2000万人近い人が訪れている。

### 寺社・旧跡

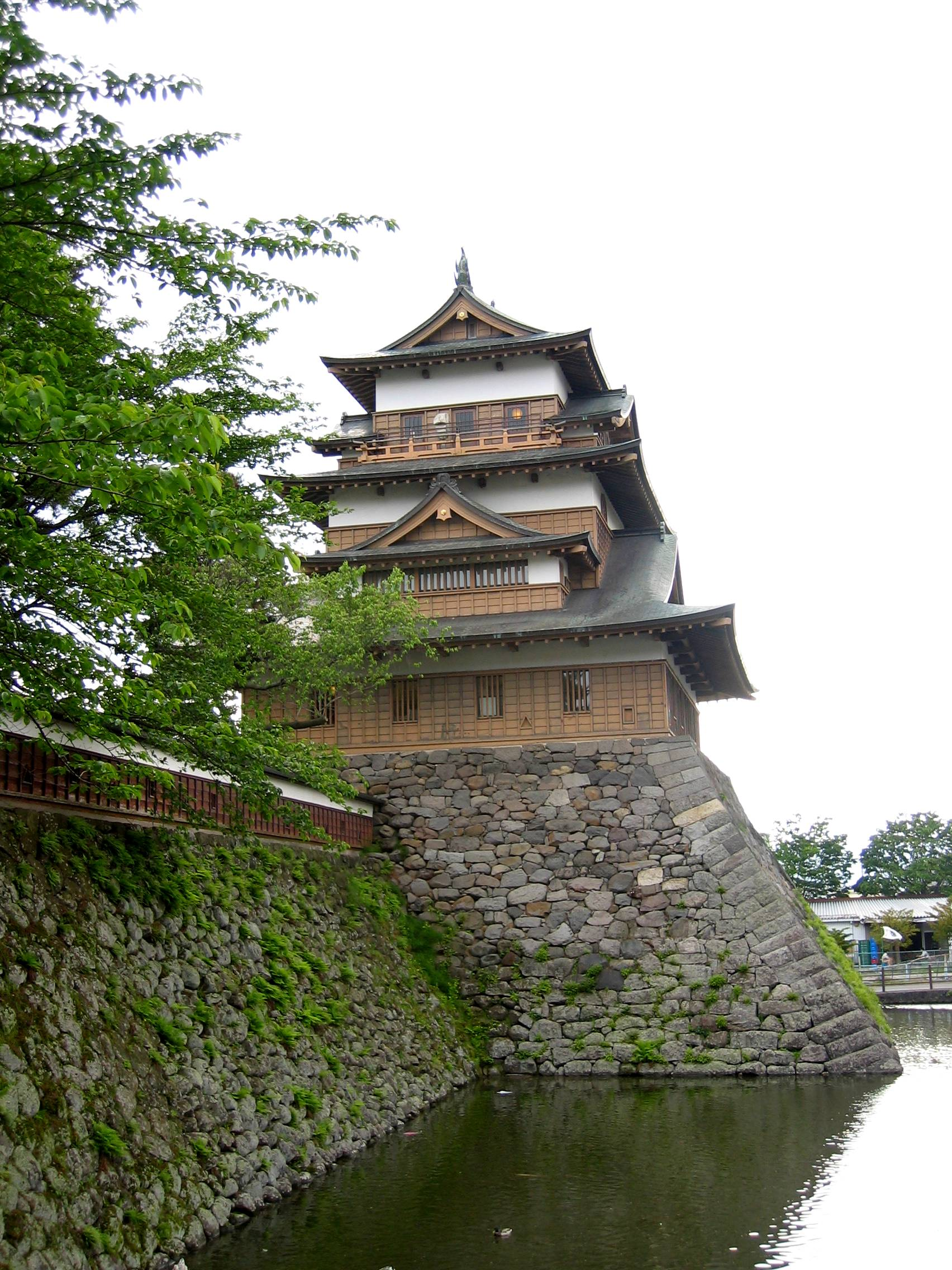
高島城復元天守

全国的に名を知られている諏訪大社がある。諏訪大社は以前は「諏訪さま」などと呼ばれていた。諏訪さまへの信仰は鎌倉時代には既に存在したとされており、初詣客の数は長野県でトップを誇る。信濃国の一宮となっている。温泉寺は上諏訪温泉のそばの山間にあり、諏訪地域を治めていた高島藩主（諏訪氏）の菩提寺となっていた。高島城は日本三大湖城の一つで、毎年冬には恒例のすす払いが行われる。NHKの大河ドラマ『武田信玄』の舞台に使われ放送されていた頃は20万人近くが訪れていたが、現在は4万人程度となってしまっている。諏訪市公式ページにライブカメラが設置されている。
- 諏訪大社
  - 上社
    - 前宮（まえみや）：茅野市
    - 本宮（ほんみや）：諏訪市

  - 下社
    - 春宮（はるみや）：下諏訪町
    - 秋宮（あきみや）：下諏訪町

  - 有名な御柱で駆け下りる場所（木落し坂）：茅野市（上社）・下諏訪町（下社）
- 温泉寺：諏訪市
- 高島城：諏訪市
- 儀象堂：下諏訪町

### 美術館・博物館
信州は美術館や博物館が多く、諏訪地域も1983年5月に北澤美術館が開館して以降、質の高い美術館が点在するようになった。諏訪市原田泰治美術館は地元出身の画家・原田泰治の個人美術館。名誉館長は友人の歌手、さだまさし。サンリツ服部美術館は国宝「楽焼白片身変茶碗」（銘不二山／本阿弥光悦作）を所蔵している。この美術館は服部時計店3代目社長の服部正次（はっとりしょうじ、1900 - 1974）と、その長男でセイコーエプソン社長であった服部一郎（1932 - 1987）のコレクションを展示するため、1995年（平成7年）開館した。
- 岡谷
  - イルフ童画館
  - 市立岡谷蚕糸博物館
  - 市立岡谷美術考古館
  - 小さな絵本美術館
- 下諏訪町
  - 諏訪湖博物館・赤彦記念館
  - ハーモ美術館
  - SUWAガラスの里
  - ニデックオルゴール記念館すわのね
  - しもすわ今昔館おいでや・時計工房・儀象堂
- 諏訪市
  - 北澤美術館本館
  - 諏訪市美術館
  - 諏訪市博物館
  - 諏訪市原田泰治美術館
  - サンリツ服部美術館
- 茅野市
  - 茅野市尖石縄文考古館
  - 茅野市美術館
  - 八ヶ岳総合博物館
  - 山下清放浪美術館
  - 康耀堂美術館
  - 神長官守矢史料館
- 原村
  - 八ヶ岳美術館
  - 八ヶ岳自然文化園
- 富士見町
  - 井戸尻考古館
  - 富士見町コミュニティプラザ

### 温泉

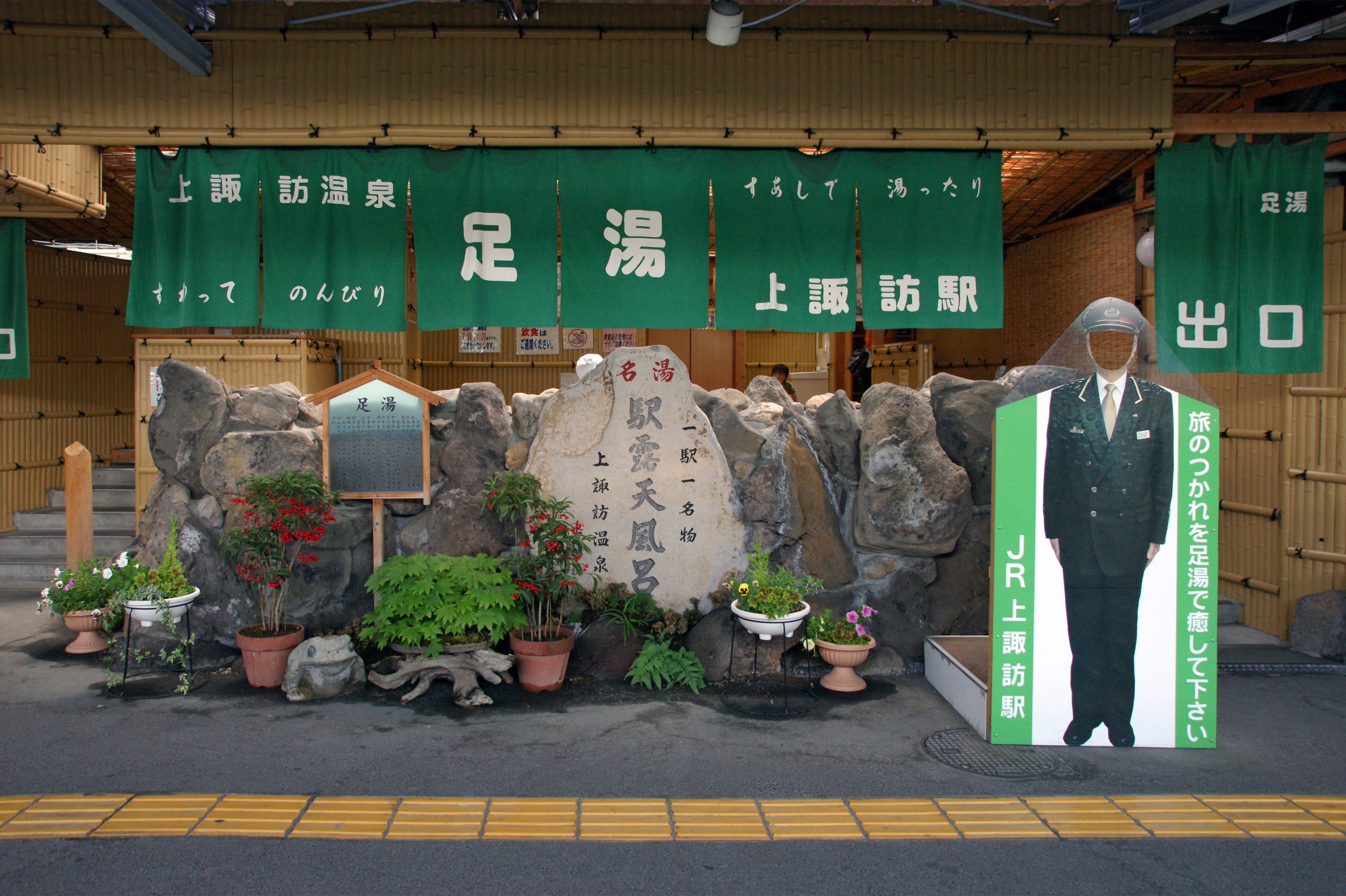
上諏訪駅ホームの足湯

諏訪には温泉も多い。かつて上諏訪駅にはプラットホームに温泉があった。温泉施設を持つ駅は他にも例があるが、ホームにあるのはここだけであった。しかし、近年の足湯ブームによりこの温泉は足湯になってしまった。湯は熱めであるが、足のみを暖める足湯としては一般的な湯加減である。利用者には駅を利用したついでに足湯を楽しむ観光客などが多い。足を暖めることで、血流を良くし、全身を暖める足湯は、信州の冬の厳しい寒さを凌ぐ目的での入浴にも適している。
- 上諏訪温泉：諏訪市
  - 片倉館
- 下諏訪温泉：下諏訪町
- 奥蓼科温泉郷：茅野市

### その他の観光スポット

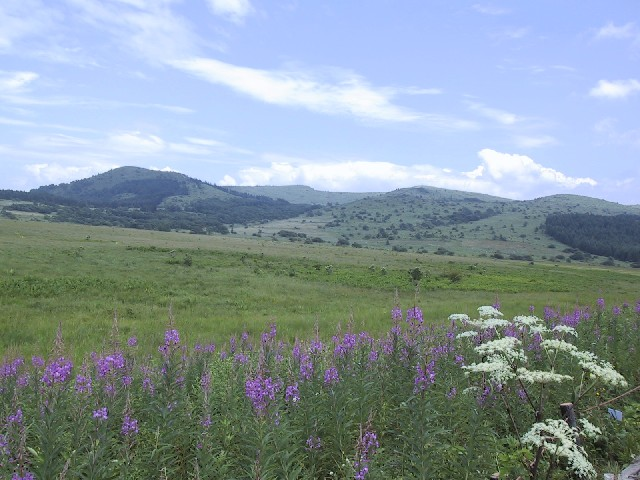
霧ヶ峰

霧ヶ峰は八ヶ岳中信高原国定公園中部にあり、フォッサマグナ沿いに噴出した楯状火山である。最高峰は、車山 (1925m) 。山地帯夏緑樹林と亜高山帯針葉樹林の境界付近に存在する。八島ヶ原湿原、踊場湿原からは、黒曜石を用いた石器（旧石器時代のものと推定される）が発見されている。
- 諏訪湖：諏訪市、岡谷市、下諏訪町
- 日本の音風景100選：岡谷市
- 鳥居平やまびこ公園：岡谷市
- 霧ヶ峰：諏訪市、茅野市
- 白樺湖：茅野市
- 蓼科湖：茅野市

### 祭事
- 諏訪大社式年造営御柱大祭（寅年、申年の4月、5月）
- 小宮御柱祭（原則寅年、申年の夏〜秋にかけて。一部例外あり）
- 諏訪湖まつり（および湖上花火大会）
- 岡谷花火まつり
- 茅野どんばん
- 茅野市5000年尖石縄文まつり
- 小津安二郎記念蓼科高原映画祭
- 岡谷太鼓祭り
- 御舟祭
- 遷座祭
- 諏訪よいてこ

## 交通

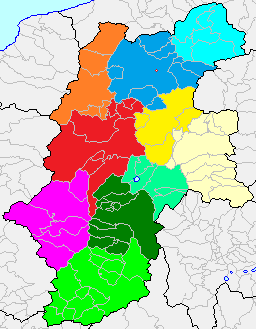
青系色が北信地方（水色：北信地域 青：長野地域）
黄系色が東信地方（黄色：上小地域 薄黄：佐久地域）
赤系色が中信地方（オレンジ：大北地域 赤：松本地域） ピンク：木曽地域
緑系色が南信地方（黄緑：諏訪地域 抹茶色：上伊那地域 明るい緑：飯伊地域）

### 鉄道
域内をJR中央本線が通っている。西側3市町のうち、駅の利用者数が比較的多い、茅野駅、上諏訪駅、下諏訪駅、岡谷駅に自動改札機がある。川岸駅を除く域内の各駅に簡易Suica改札機が設置されている。
普門寺信号場から岡谷駅までは、中央東線の本線区間（辰野線を除く区間）においては唯一の単線となっている。その影響で、上下線で最大の輸送量を発揮するダイヤ編成を行ったときに10分おきに電車を発着させるのが精一杯の状況である。なお、中央東線高速化実現期成同盟会によって複線化についての質問がJR東日本になされているが、JR東日本は現状の輸送力で十分としている。

### 道路
中央自動車道、長野自動車道が通っているほか、国道20号が中核的な道路になっている。中央自動車道と長野自動車道は岡谷ジャンクションで接続しており、域内には中央自動車道の諏訪南インターチェンジ（富士見町）と諏訪インターチェンジ（諏訪市）、長野自動車道の岡谷IC（岡谷市）が存在する。国道20号は諏訪市内を中心に慢性的な交通渋滞に悩まされており、数十年前から、茅野市中河原北交差点より中央自動車道諏訪IC付近を経て長野自動車道岡谷ICまでを結ぶ諏訪バイパスが計画されている。このうち中河原北（茅野市）〜飯島（諏訪市）が暫定供用中、下諏訪岡谷バイパスとして岡谷市内の湖北トンネル南〜岡谷ICが開通しているが、諏訪市、下諏訪町の市街地を主にトンネルで迂回する、最も重要な区間が開通するめどは立っていない。

### 諏訪ナンバー
従来、諏訪地域の自動車は松本ナンバーを取り付けていたが、知名度の向上による観光でのメリットを目指して2006年10月10日よりご当地ナンバーを導入。しかし、登録台数が総務省の求める基準ぎりぎりの水準にとどまっているため、対象地域を拡張するなどの努力目標が課せられている。

## 諏訪地域振興局
〒392-8601諏訪市上川1丁目1644番地10